# Преход от Мин към Цин
Преходът от Мин към Цин, известен още като Прехода Мин-Цин или Манджурското завоевание на Китай, от 1618 до 1683 г., представлявал прехода между две големи династии в китайската история. Той бил десетилетен конфликт между нововъзникващата династия Цин, действащата династия Мин и няколко по-малки фракции (като династията Шун и династията Си). Завършил с утвърждаването на управлението на Цин и падането на Мин и няколко други фракции.

## История
Преходът от Мин към Цин бил десетилетен период на конфликт между:
1. династията Цин, основана от манджурския клан Айсин Гиоро в съвременен Североизточен Китай;
2. династията Мин, действащата династия, водена от клана Дзу;
3. и различни други бунтовнически сили в Китай, като краткотрайната династия Си, водена от Дзан Сяндзун, и краткотрайната династия Шун, оглавена от Ли Дзъчън.

Действие, което в крайна сметка довело до основаването на империята Цин, през 1618. г., ханът на Късна Дзин, Нурхачи, издал документ, озаглавен Седемте неправди, който изброява несправедливостите, извършени от Мин към неговата държава. Много от оплакванията се отнасят до конфликти срещу подкрепяния от Мин джурченски клан Йехе. Искането на Нурхачи да получи данък от Мин, за да поправи седемте неправди, на практика било обявяване на война, тъй като Мин не искали да плащат пари на бивш васал. Малко след това, Нурхачи се разбунтувал срещу властта на Мин в Ляонин.
По същото време династията Мин се борила за своето оцеляване в обстановка на фискални сътресения и селски бунтове. Етническите китайски чиновници призовали наследника на Нурхачи, Хун Тайдзи, да се короняса за император, което той направил през 1636 г., обявявайки новата династия Цин. На 24 април 1644 г. Пекин паднал в ръцете на бунтовническа армия, водена от Ли Дзъчън, бивш дребен чиновник, който бил станал водач на селското въстание и след това провъзгласил династията Шун. Последният император от Мин, Чунджън, се обесил на дървото Зуейхуай в императорската градина извън Забранения град. Когато Ли Дзъчън се насочил срещу него, генералът на Мин У Сангуей се обърнал на страната на Цин. Ли Дзъчън бил победен в битката при Шанхайския проход от съвместните сили на У Сангуей и манджурския принц Доргон. На 6 юни силите на Доргон и У, съставени предимно от китайци хан, влезли в столицата.
Падането на династията Мин до голяма степен било причинено от комбинация от фактори. Учените твърдят, че падането на династията Мин може да е било частично причинено от сушите и глада, причинени от Малката ледникова епоха. Историкът Кенет Суоуп твърди, че един ключов фактор било влошаването на отношенията между кралската власт на Мин и военното ръководство на империята Мин. Други фактори включват повтарящи се военни експедиции на север, инфлационен натиск, причинен от твърде много разходи от имперската хазна, природни бедствия и епидемии. Допълнително допринесли за хаоса селският бунт в цялата страна през 1644. г. и поредицата слаби императори. Властта на Мин щяла се задържи в това, което сега е Южен Китай, в продължение на години, въпреки че в крайна сметка щяла да бъде премахната от силите на Цин. Други автори свързват падането на Мин с Общата криза, засегнала Испанската империя при Филип IV, Гражданската война в Англия и др.
Победата обаче далеч не била пълна, тъй като били необходими още почти 40 години, преди цял Китай да бъде твърдо обединен под управлението на Цин. През 1661. г. император Канси се възкачил на трона, а през 1662. г. неговите регенти започнали Голямото прочистване, за да победят съпротивата на лоялните на Мин в Южен Китай. След това той се преборил с няколко бунта, като Въстанието на тримата васали, водено от У Сангуей в Южен Китай, започнало през 1673. г., и след това започнал поредица от кампании, които разширили империята му. През 1662. г. Дзън Чънгун (Косинга) прогонва и побеждава холандците и основава кралство Туннин в Тайван, лоялна на Мин държава, целейки повторното обединение на Китай. Въпреки това, Туннин е победена през 1683. г. в битката при Пенгу от етническия китайски адмирал Ши Лан, бивш адмирал при Косинга.
Победата на Цин била в по-голямата си част резултат от дезертирането на военното ведомство на династията Мин в Ляодун и други дезертьори, като манджурските военни изиграли много второстепенна роля (вижте по-долу за конкретни примери).

### Джурчените и късната династия Мин
Манджурите понякога се описват като номадски народ, докато всъщност те не били номади, а заседнал земеделски народ, който живеел в постоянни села, отглеждал селскостопански култури, практикувал лов и стрелба с лък. Основната им военна формация била пехота, въоръжена с лъкове и стрели, мечове и пики, докато кавалерията била в тила.
Манджурите живеели в градове със стени, заобиколени от села, и възприели селско стопанство в хански китайски стил много преди завладяването на Мин от Цин, и е имало установена традиция на бракове между хански китайци и манджури преди 1644. г. Етническите китайци на границата на Ляодун често се смесвали с хора от други народи, и до голяма степен били свикнали с техните маниери. Джурченските манджури приемали и асимилирали хански войници, които преминавали под тяхно ръководство, а етническите китайски войници от Ляодун често приемали и използвали манджурски имена. Всъщност секретарят на Нурхачи Дахай може да е бил един такъв човек.
По времето на късната династия Мин армейските части на Китай били доминирани от офицери, които прекарвали дълги периоди от 10 или 12 години на своя пост, вместо, както обичайно, да сменят региона си, и Централното военно командване било загубило голяма част от контрола си върху регионалните армии. Zongdu Junwu, или върховни командири, били назначени в цялата империя, за да наблюдават фискалните и военните дела в района под своя юрисдикция. В граничните райони те ставали все по-автономни и особено в Ляодун, където военната служба и командването станали наследствени и подобни на васалство лични връзки на лоялност били изграждани между офицери, техните подчинени и войските. Тази военна каста гравитирала по-скоро към вождовете джурченските племена, отколкото към бюрократите в столицата.
Бунтът Шъ-Ан сред народа Йи избухнал в Съчуан през 1621. г. срещу Мин и бил потушен през 1629. г. В началото на 1640-те, масови бунтове, водени от много бунтовнически лидери, избухнали в северозападната китайска провинция Шанси и се разпространили в Китай през 1640-те. Големите битки включват Разграбването на Фънян от Ли Дзъчън и Дзан Сяндзун и Битката при Кайфън, която довела до умишлено организираното наводнение на Жълтата река през 1642. г. от губернатора на Мин в опит да бъде спрян Ли Дзъчън.

## Първоначални джурченски завоевания

### Завладяване на Ляодун и обединение на джурченските племена (1601 – 1626)
Вождът на джурчените дзяндзоу, Нурхачи, е ретроспективно определян като основателя на династията Цин. През 1589. г. династията Мин назначава Нурхачи за върховен вожд на региона Ялу, вярвайки, че неговото племе е твърде слабо, за да спечели хегемония над по-големите йехе и хада. Когато другите племена го нападнали, за да ограничат властта му през 1591. г., той успял да ги победи и пленил много от бойните им коне.
През 1607. г. той се обявил за хан. По съвет на Ердени, най-вероятно китайски трансграничен служител, той провъзгласил държавата Дзин, кръстена на ръководената от джурчените династия Дзин, която била управлявала Северен Китай няколко века по-рано. Обединителните му усилия дали на джурчените силата да се утвърдят, подкрепяни от армия, състояща се в голямата си част от етнически китайци дезертьори, както и оборудвана с китайски огнестрелни оръжия. През май 1618 г. Нурхачи провъзгласил своите Седем оплаквания срещу Мин и напуснал столицата си Хету Ала с 20 000 души. Армията атакувала и превзела Фушун, разположен на река Хун на около 10 километра източно от Шънян.
Племената хулун, мощна конфедерация на джурченски племена, започнали да признават властта на Нурхачи в началото на 17. век. В някои случаи, като например с Буджантай от ула, вождовете щели да се опитат да утвърдят отново своята независимост и щяла да избухне война, но джурчените дзиендзоу щели да победят и асимилират всички племена в крайна сметка (хада-1601., хойфа-1607., ула-1613., йехе-1619.). Мощните йехе под властта на Гинтаиси се обединили със силите на династията Мин, за да се преборят с възхода на Нурхачи, но Гинтаиси бил победен и умрял през 1619. г. Добиващите кожи народи Уарка близо до тихоокеанското крайбрежие били покорени като васални племена във времето от 1599. до 1641. г.
До лятото на 1621. г. китайските градове-крепости в Ляодун: Фушун, Шенян и Ляоян, били подарени на Късна Дзин от предатели и дезертьори. Командирът на Фушун се предал след една-единствена атака, когато му било обещано, че войските му и техните семейства нямало да бъдат поробени или принудени да променят своите обичаи (включително прическа), а по-скоро щели да им бъде дадена високи длъжности. Шенян паднал с помощта на монголските войници на Мин в града; Ляоян паднал, след като предатели пуснали въжета, за да могат джурчените да изкачат стената през нощта. Генералът от Мин Ли Йонфан, който предал град Фушун в сегашната провинция Ляонин в Североизточен Китай, направил това, след като Нурхачи му дал принцеса от Айсин Гиоро за брак и благородническа титла. Принцесата била една от внучките на Нурхачи. През април 1625. г. Нурхачи определил Шънян за новата столица, която щяла да запази този статут до завладяването на Пекин от Цин през 1644. г. През 1625. г. джурчените превзели пристанищния град Люшун, като по този начин установили контрол над целия полуостров Ляодун.
Когато джурчените били реорганизирани от Нурхачи под Осемте знамена, много манджурски кланове били изкуствено създадени от групи несвързани хора, които основавали нов манджурски клан (мукун), използвайки термин от географски произход като топоним за тяхната хала (име на клана). Нередностите относно произхода на джурченските и манджурските кланове довели до това Цин да се опита да документира и систематизира създаването на истории за манджурските кланове, включително да измисли цяла легенда за произхода на клана Айсин Гиоро, заимствайки от митологията на североизтока.
Нурхачи прочел китайските романи „Романс за трите царства“ и „Речни заливи“, научавайки от тях всичко, което знаел за китайските военни и политически стратегии.
През февруари 1626. г. джурчените обсадили Нинюан, но претърпели поражение, при което Нурхачи бил смъртоносно ранен.

### Първа кампания срещу Чосон
Късна Дзин била загубила в битката при Нинюан предходната година и нейният хан Нурхачи починал от раните си след това. Мирните преговори с Мин след битката забавили китайския агресивен отговор на джурченската загуба и генералът на Мин Юан Чунхуан бил зает с укрепването на граничните гарнизони и обучението на нови мускетари. Новият хан Хун Тайдзи бил нетърпелив за бърза победа, за да утвърди позицията си на престола. Чрез нахлуването в Чосон той също се надявал да извлече така необходимите ресурси за армията и поданиците си, които били пострадали във войната срещу Мин.
През 1627 г. Хун Тайдзи изпратил принцовете Амин, Джиргаланг, Аджиге и Йото в Чосон с 30 000 войници, под ръководството на Ганг Хонг-рип и Ли Йонфан. Джурчените срещнали остра съпротива в граничните градове, но граничните гарнизони на Чосон били бързо победени. Джурченската армия напреднала към Уиджу, където бил разположен генералът на Мин Мао Уънлун, и Мао бързо избягал с хората си в Бохайско море. След това джурчените нападнали Анджу. Когато станало ясно, че поражението било неизбежно, гарнизоните на Анджу се самоубили, като взривили склада си за барут. Пхенян паднал без битка и армията на Джин пресякла река Таедун. Корейският крал Инджо помолил Мин да изпратят оръдия и ракетни колички хваги в допълнение към „южната армия“ на Мин, за да помогнат срещу манджурската инвазия в Корея през 1627. г., когато крепостите на Чосон паднали и войските на Корея били унищожени. Той също така казал, че корейското простолюдие трябвало да предоставя прекомерни дажби на генерала от династията Мин Мао Уънлун.
По това време новината за нахлуването достигнала до двора на Мин, който незабавно изпратил помощен контингент в Чосон, забавяйки настъплението на джурчените към Хванджу. След това крал Инджо изпратил пратеник за мирни преговори, но когато пратеникът се върнал, Инджо вече бил избягал от Хансеонг на остров Гангхва в паника.

### Монголска кампания (1625 – 1635)
Хорчинските монголи се съюзили с Нурхачи и джурчените през 1626. г., подчинявайки се на неговото управление в замяна на защита срещу монголите халха и чахар. Седмина хорчински благородници загинали от ръцете на халхите и чахарите през 1625.г. Това поставило началото на съюза на хорчин с Цин.
През 1628. и 1635. Доргон водил битки срещу чахарите. През 1632. г. била започната експедиция с цел създаване на търговски пост в Джандзякоу. Цин победили армиите на монголския хан Лигдан, който бил съюзник на Мин, слагайки край на неговото управление над Северна Юан. Поражението на Лигдан хан през 1634. г., в допълнение към спечелването на предаността на южните монголски орди, донесло огромно количество коне на Цин, като същевременно лишило Мин от същото снабдяване. Цин също взели Големия печат на монголските ханове, което им дало възможност да се представят и като наследници на династията Юан.